# Karl Gottfried Wilhelm Theile
Karl Gottfried Wilhelm Theile, auch Carl Gottfried Wilhelm Theile (* 25. Februar 1799 in Großkorbetha; † 8. Oktober 1854 in Leipzig) war ein deutscher evangelischer Theologe und Hochschulprofessor.

## Biografie
Theile lehrte ab dem Wintersemester 1823 an der Universität Leipzig und wurde dort zunächst außerordentlicher, 1845 schließlich ordentlicher Professor. In mehr als 30 Jahren ununterbrochener Lehrtätigkeit hielt er insgesamt über 550 Veranstaltungen.
Zwischen 1845 und 1847 gab er zusammen mit Ewald Rudolf Stier (1800–1862) eine „Polyglotten-Bibel“ heraus, in der die Schriften des Alten und des Neuen Testaments in verschiedenen Varianten bzw. Übersetzungen einander gegenübergestellt sind (Urtext, Septuaginta, Vulgata, Luther-Übersetzung und Varianten anderer Übersetzungen ins Deutsche). 1849/50 gehörte er als Vertreter des 35. Wahlbezirks der II. Kammer des Sächsischen Landtags an.

## Werke (Auswahl)
- Polyglotten-Bibel zum praktischen Handgebrauch, zusammen mit Ewald Rudolf Stier. Velhagen & Klasing, Bielefeld 1847 (Nebeneinanderstellung von Urtext, Septuaginta, Vulgata und Luther-Übersetzung, online – Internet Archive)